# Henning Andersen (modstandsmand)
 Der er flere personer med dette navn, se Henning Andersen.
Henning Andersen (født 16. juli 1917 i Linde, død 29. juni 1944 i Ryvangen, København) var en dansk møller og modstandsmand, som var medlem af Hvidstengruppen.
Henning Andersen var søn af karetmager Martin Andersen og Emilie Kirstine f. Larsen Han blev gift den 30. maj 1940 med Marie Mathilde f. Svendsen i Lem. Han købte møllen i Hvidsten i 1942.
Henning Andersen var en del af Hvidstengruppen under ledelse af Marius Fiil. Han meldte sig til gruppen i sommeren 1943, der blev en af de mest betydningsfulde modtagere af våben og sprængstoffer, der blev nedkastet fra engelske fly på Allestrupgårds plantage.
Sammen med resten af gruppen blev Henning Andersen arresteret af Gestapo den 11. marts 1944 og ført til Dagmarhus og Vestre Fængsel i København. Nyheden om anholdelsen blev bragt i De frie Danske en uge senere.
Sammen med Marius Fiil og seks andre fra gruppen blev han henrettet ved skydning 29. juni 1944.